# Копичинецький деканат УГКЦ
Копичинецький деканат (протопресвітеріат) Бучацької єпархії УГКЦ — релігійна структура УГКЦ, що діє на території Тернопільської області України.

## Декани
Декан (протопресвітер) Копичинецький — о. Василь Квік.

## Парафії деканату
| Парафії                                  | Населені пункти    |
| ---------------------------------------- | ------------------ |
| Зіслання Святого Духа                    | с. Вигода          |
| Різдва Пресвятої Богородиці              | с. Гадинківці      |
| Святого архістратига Михаїла             | с. Ємелівка        |
| Покрови Пресвятої Богородиці             | с. Жабинці         |
| Покрови Пресвятої Богородиці             | м. Копичинці       |
| Святого Миколая                          | м. Копичинці       |
| Воздвиження Чесного Хреста Господнього   | м. Копичинці       |
| Різдва святого Івана Хрестителя          | с. Котівка         |
| Святого архистратига Михаїла             | с. Коцюбинці       |
| Святого Володимира Великого              | с. Крогулець       |
| Пресвятої Трійці                         | с. Майдан          |
| Успіння Пресвятої Богородиці             | с. Мишківці        |
| Пресвятої Трійці                         | с. Нижбірок        |
| Покрови Пресвятої Богородиці             | с. Оришківці       |
| Святих верховних апостолів Петра і Павла | с. Старий Нижбірок |
| Різдва Пресвятої Богородиці              | с. Сухостав        |
| Святого Володимира Великого              | с. Теклівка        |
| Святого Миколая                          | с. Тудорів         |
| Покрови Пресвятої Богородиці             | с. Целіїв          |
| Святого великомученика Димитрія          | с. Чагарі          |
| Воздвиження Чесного Хреста Господнього   | с. Швайківці       |
| Успіння Пресвятої Богородиці             | с. Яблунів         |